# 拇指山 (巴拉望)
拇指山（Thumb Peak）是位于菲律宾巴拉望岛中部拇指山脉的最高峰。像曼塔灵阿汉山和维多利亚山南部那样，拇指山为博福特山超基性地质区的一部分。
拇指山在西班牙殖民时期原名“Mount Pulgar”。在西班牙语中，“Pulgar”意为“拇指”。美西战争期间，西班牙被驱逐后，改为“Thumb Peak”。拇指山即是指该山的外形隐约类似于一个紧握的圈头上突出的拇指。拇指山山顶地区分布着与超基性土壤相关的物种，包括一定数量的特有种，如热带食虫植物迪安猪笼草（Nepenthes deaniana）。